# إيبوليت كارنو
لازار إيبوليت كارنو (بالفرنسية: Lazare Hippolyte Carnot)‏ ـ (6 أكتوبر 1801 ـ 16 مارس 1888) هو سياسي وبرلماني فرنسي.

## مولده ونشأته الأولى
ولد إيبوليت كارنو في سان أومير، وكان الابن الثاني للعالم والسياسي الثوري الفرنسي لازار كارنو. عقب سقوط نابليون بونابرت في سنة 1815 نُفي الأب خارج فرنسا، حيث عاش إيبوليت كارنو حتى سنة 1823، قبل أن يعود إلى فرنسا.
لم يتمكن كارنو الابن من ممارسة السياسة عقب عودته إلى فرنسا، فاتجه للكتابة والترجمة الأدبية والفلسفية والصحفية، وزار بريطانيا وعددًا من دول أوروبا.

## عمله السياسي
في مارس 1839، انتخب كارنو نائبًا في البرلمان عن دائرة باريس، وأعيد انتخابه لاحقًا في سنة 1842، ثم في سنة 1846، وكان ممثلًا لليسار المتطرف المعادي للملك لويس فيليب، وفي 24 فبراير 1848 صوّت لصالح إعلان الجمهورية، واختاره ألفونس دي لامارتين وزيرًا للتربية في الوزارة الانتقالية، غير أنه سرعان ما أجبر على الاستقالة في 5 يوليو 1848، وعندما وقع انقلاب 2 ديسمبر 1851، كان كارنو من معارضيه، ومع ذلك لم يمنعه لويس نابليون من ممارسة السياسة، غير أن كارنو رفض دخول المجلس التشريعي حتى سنة 1864 حتى لا يضطر إلى حلف قسم الولاء للإمبراطور.
لعب كارنو دورًا بارزًا في المعارضة ذات التوجه الجمهوري بين عامي 1864 و1869، وهزم في انتخابات سنة 1869، غير أنه لم يلبث أن عُين سنة 1871 نائبًا بالبرلمان، ليشارك في وضع قوانين سنة 1875 الدستورية. وفي 16 ديسمبر 1875 عينه المجلس الوطني عضوًا بمجلس الشيوخ مدى الحياة.

## أسرته
كان أخوه الأكبر سادي كارنو من مؤسسي علم الديناميكا الحرارية، وصار ابنه ماري فرانسوا سادي كارنو الرئيس الرابع للجمهورية الفرنسية الثالثة.

## وفاته
توفي إسبوليت كارنو في 16 مارس 1888، بعد ثلاثة أشهر من انتخاب ابنه الأكبر ماري فرانسوا سادي كارنو رئيسًا للجمهورية.